# Les Magnils-Reigniers
Les Magnils-Reigniers ist eine westfranzösische Gemeinde mit 1.461 Einwohnern (Stand: 1. Januar 2022) im Département Vendée in der Region Pays de la Loire. Les Magnils-Reigniers gehört zum Arrondissement Fontenay-le-Comte und zum Kanton Luçon. Die Einwohner werden Magnilais genannt.

## Lage
Les Magnils-Reigniers liegt etwa 36 Kilometer nördlich von La Rochelle in der Landschaft der Vendée. Das Gemeindegebiet gehört zum Regionalen Naturpark Marais Poitevin. Umgeben wird Les Magnils-Reigniers von den Nachbargemeinden Péault im Norden, Corpe im Nordosten, Luçon im Osten, Triaize im Süden, Chasnais im Westen und Südwesten sowie La Bretonnière-la-Claye im Nordwesten.

## Bevölkerungsentwicklung
| Jahr                      | 1962 | 1968 | 1975 | 1982 | 1990 | 1999 | 2006 | 2013 |
| Einwohner                 | 841  | 842  | 845  | 1102 | 1326 | 1395 | 1443 | 1567 |
| Quelle: Cassini und INSEE |      |      |      |      |      |      |      |      |

## Sehenswürdigkeiten

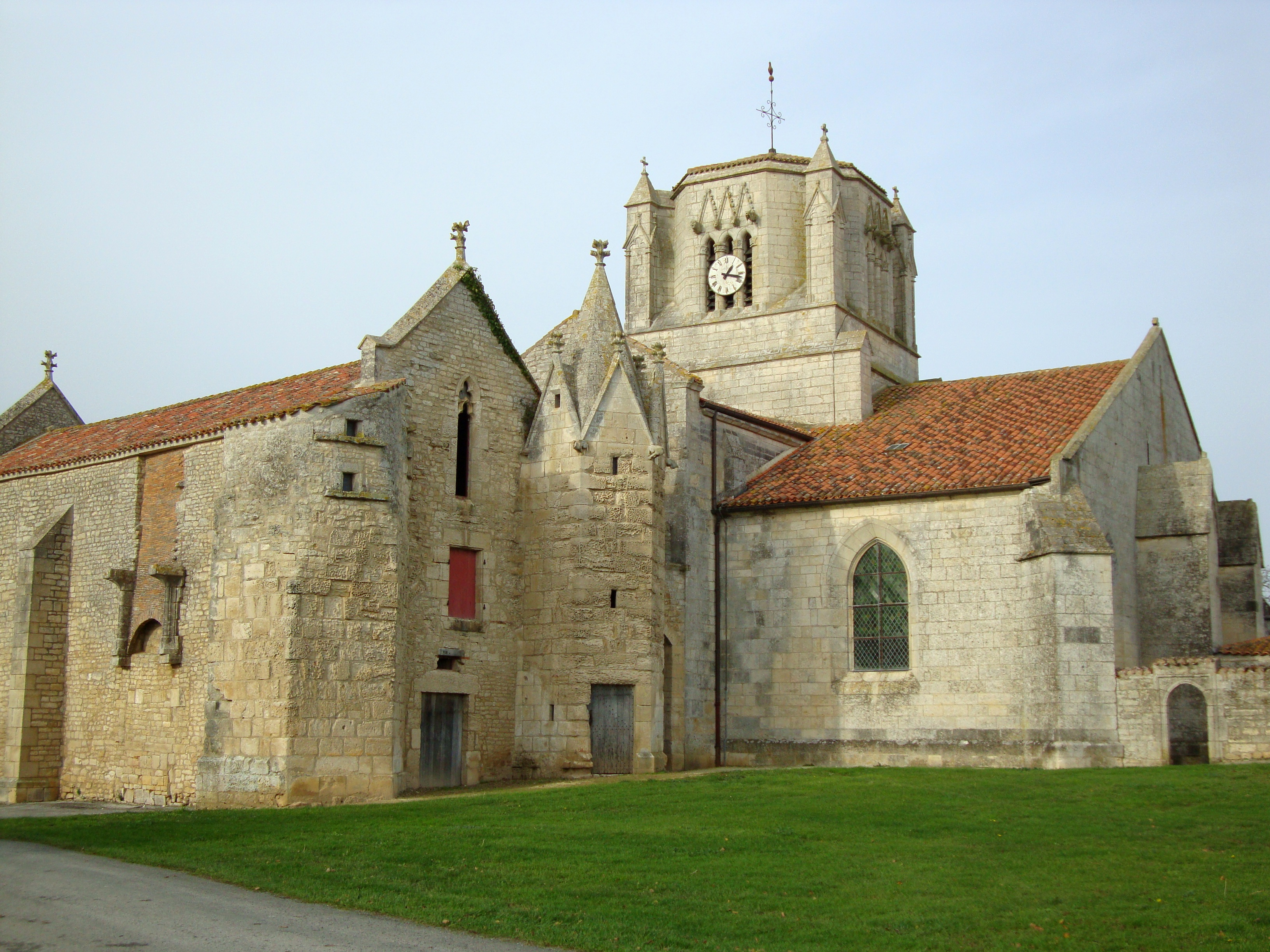
Kirche Saint-Nicolas

- Kirche Saint-Nicolas, 853 von den Normannen zerstört, heutiges Bauwerk aus dem 12. Jahrhundert, seit 1906 Monument historique
- frühere Grammontenserpriorei unmittelbar an der Kirche